# 遅重瑞
遅 重瑞（ち ちょうずい、チー・ジョンルイ、1952年12月23日 - ）は、中華人民共和国の俳優。北京市出身。代表作は『西遊記』『鑑真東渡』。

## 経歴
1952年12月23日、北京市で生まれる。文化大革命の時、彼はかつて黒竜江生産建設兵団で知識青年をしたことがある。その後雲南省で軍隊に入る。除隊後、彼は中国広播（放送）芸術団に合格した。2年後に上海戯劇学院に送られた。卒業後、中国電視劇制作中心に来て、プロの俳優になった。
1981年に映画『豆労蔻花開』でデビュー。1984年、楊潔監督の『西遊記』では徐少華と共に主役レッドを演じ最高の評価を得た。2005年には『鑑真東渡』で鑑真役として主演した。2010年、『呉承恩與西遊記』で六小齢童、馬徳華、劉大剛とともに初の主演を務めた。

## 家族
1990年、遅重瑞は11歳年上の中国の女性商人の陳麗華さんと結婚し、二人は子供を三人育てた。

## 出演作品

### 映画
| 年度 | 題名       | 役名   | 備考 |
| ---- | ---------- | ------ | ---- |
| 1981 | 豆労蔻花開 |        |      |
| 1982 | 這不是誤会 | 孫水康 |      |
| 1982 | 筆中情     | 桓述   |      |
| 1983 | 金色的晩秋 | 杜明光 |      |
| 1986 | 直奉大戦   | 李彦青 |      |

### テレビドラマ
| 年度 | 題名             | 役名     | 備考 |
| ---- | ---------------- | -------- | ---- |
| 1984 | 夜幕下的ハルビン | 塞上肖   |      |
| 1986 | 西遊記           | 玄奘三蔵 |      |
| 2005 | 鑑真東渡         | 鑑真     |      |
| 2010 | 呉承恩與西遊記   | 玄奘三蔵 |      |